# هدى الشاعر
هدى الشاعر (مواليد سنة 1966م)، هي كاتبة ورسامة أردنية في مجال أدب الأطفال، حاصلة على دبلوم الفن التشكيلي من معهد تدريب الفنون الجميلة في الأردن، بالإضافة إلى بكالوريوس في الدراسات الإسلامية من الجامعة الأردنية، وهي عضو في رابطة الفنانين التشكيليين الأردنيين.
عملت في مجال تدريس التربية الفنية، وشاركت في عدة مشاريع بحثية وتأليف مناهج تعليمية، وكتب تعليمية وتربوية للأطفال. تعتني قصص هدى الشاعر بالإملاء والنحو وعلامات الترقيم بشكل جيد. وهذا أمر إيجابي يساعد الطفل على التهجئة، خاصة إذا ما عرفنا أن القصة ستكون بمتناول أطفال تحت سن التاسعة نمو السرد في الحكايات يجعل الأحداث تقترب من الحبكة، فقد نجحت الكاتبة في اكساب القارئ الصغير مهارة حل المشكلة المشابهة التي حتماً سيوجهها في فترة من حياته من خلال قصصها.

## الجوائز
حصلت على جائزة الشيخ خليفة للإبداع التربوي عن سنة 2010-2011 (عن سلسلة القصص التربوية).

## مؤلفاتها
- رحلة كتاب عام، 2015
- لا أريد أن أنام، 2015
- عنكبوت في الحمام، 2015
- أحتاجه عندما اصغر، 2016
- أنا و أخي، 2016[2]